# Роджерс-арена
Не следует путать с Роджерс Центром в Торонто или Роджерс Плэйс в Эдмонтоне.
Роджерс-арена (англ. Rogers Arena), с 1995 по 2010 года носила название «General Motors Place» (или Джи-Эм Плэйс (англ. GM Place) и The Garage) — арена в центре Ванкувера, располагающаяся по адресу Griffiths Way, 800. Является домашней ареной команды «Ванкувер Кэнакс» Национальной хоккейной лиги. Сидячих мест на стадионе во время проведения соревнований по хоккею и баскетболу соответственно 18810 и 19700.
Стадион является главной хоккейной ареной Олимпиады-2010. Так как спортивные сооружения не должны носить имена корпораций во время проведения Олимпийских игр, Джи-Эм Плэйс временно носил название Canada Hockey Place во время проведения Олимпийских игр. Во время проведения Олимпиады, вместимость арены составила 19300 зрителей. 
В 2018 году компания Valve проводит в «Роджерс-арена» чемпионат The International 2018 по Dota 2. 
В 2019 году на этом стадионе проходят главные матчи молодёжного чемпионата мира по хоккею.

## История арены

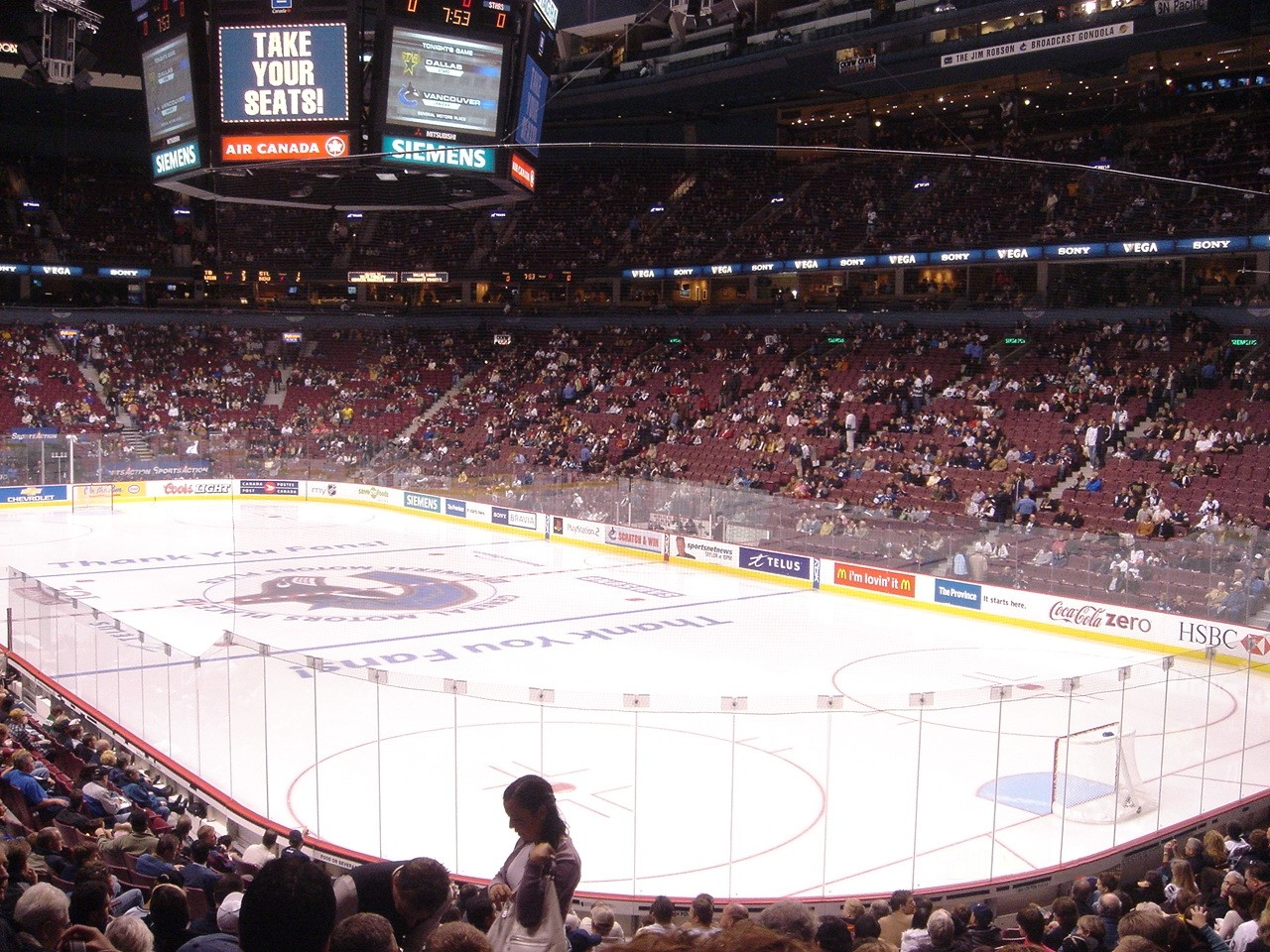
Арена до обновлений инфраструктуры

Арена была построена в 1995 году с целью заменить Пасифик Колизиум и стать главной ареной города и домашним стадионом для хоккейного клуба «Ванкувер Кэнакс» и баскетбольной команды «Ванкувер Гриззлис», которая в 2001 году переехала в американский город Мемфис. Строительство арены обошлось в 160 миллионов канадских долларов. В середине 2006 года на стадионе произошло обновление оборудования, а именно было обновлено световое табло, установленное между верхней и нижней «чашами» арены. Оригинальные дисплеи компании Мицубиси решили демонтировать, так как запчасти для обслуживания не были всемирно распространены в необходимом количестве. Также было обновлено главное табло стадиона, расположенное над центром площадки. На нём стало находиться четыре широкоформатных экрана, и это табло являлось самым большим в НХЛ ещё два года, пока не произошло подобное обновление инфраструктуры в Белл-центре в Квебеке. Главное табло стадиона более 4 метров в ширину и 7 метров в длину, способно отображать 4,4 триллиона цветов. Следующие улучшения инфраструктуры произошли в октябре 2008 года, когда была заменена аудиосистема более современной моделью.

### Зимние Олимпийские игры 2010

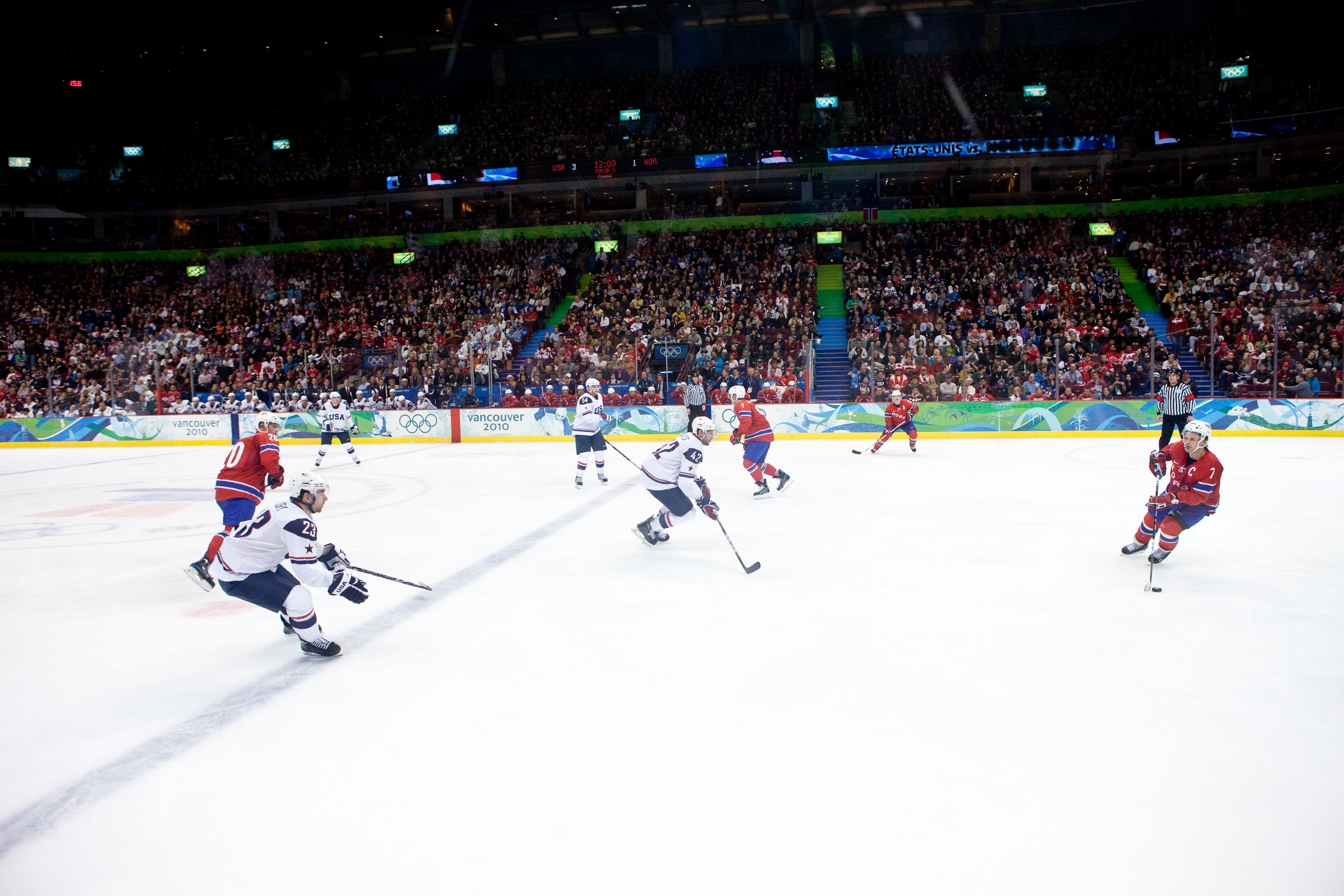
Зимние Олимпийские игры 2010. Матч между сборными США и Норвегии

Самым главным событием в истории арены стал олимпийский хоккейный турнир, который проходил с 15 по 28 февраля 2010 года. На стадионе прошли матч между женскими сборными Канады и Словакии в группе, все матчи финальной части женского турнира, а также все матчи мужского турнира, кроме игры квалификационного плей-офф между Чехией и Латвией, а также четвертьфинала между Чехией и Финляндией, которые прошли в зимнем спортивном центре UBC. Там же прошли и остальные матчи группового этапа женского турнира.

## Проект расширения
Компания-владелец арены в 2012 году получила разрешения на строительство трёх башен вокруг стадиона. Башни должны содержать 614 единиц арендного жилья и этот проект может стать крупнейшим за последние 30 лет в Ванкувере. К июню 2016 года первая башня была построена, а строительство второй завершилось 4 февраля 2017 года.